# Global Classroom
Das Global Classroom-Projekt stellt einen Zusammenschluss von mehreren Schulen dar, das sich die internationale Zusammenarbeit mit anderen Schulen zum Ziel gesetzt hat. Es wurde 1996 gegründet und umfasst mittlerweile mehr als zehn Schulen.
Das Projekt ist untergliedert in:

## Learning School
Beim Learning School-Projekt besucht eine internationale Schülergruppe die einzelnen Teilnehmerschulen und untersucht und vergleicht die Lernbedingungen an den einzelnen Schulen. Dabei wird das Projekt von der Universität Cambridge (Großbritannien) und Nara (Japan) unterstützt und wissenschaftlich begleitet.

## Extended Partnership
Dieses Projekt bietet Schülern der beteiligten Schulen die Möglichkeit, ein Auslandsjahr an einer der anderen Schulen zu verbringen.

## Conference
Bei dieser Konferenz bereiten die Teilnehmerschulen ein Jahr lang Präsentationen zu einem vorgegebenen Thema vor. Diese werden dann in einer jährlich wechselnden Gastgeber Schule zusammengetragen zusammen getragen und in Diskussionen behandelt. 2006 fand die Konferenz in der Women's University Secondary School in Nara, Japan statt, 2007 an der Graf-Friedrich-Schule in Diepholz. 2008 tagte die Konferenz in Zlin, im Jahre 2009 auf den Shetland-Inseln. 2016 war die Konferenz in Ridgewood, New Jersey und 2017 in Canberra, Australien.

## Beteiligte Schulen
- Anderson High School, Lerwick (Vereinigtes Königreich)
- Bobergsskolan, Ånge (Schweden)
- Graf-Friedrich-Schule, Diepholz (Deutschland)
- Gymnazium Zlín, Zlín (Tschechien)
- Harold Cressy High School, Kapstadt (Südafrika)
- Nara Women's University High School, Nara (Japan)
- Wittebome High School, Kapstadt (Südafrika)